# Denílson Lourenço
Denílson Moraes Lourenço (Tupã, 11 de maio de 1977) é um judoca brasileiro, que ganhou medalha de prata na categoria extra-leve masculina (até 48 kg) nos Jogos Pan-Americanos de Winnipeg 1999. 
Representou o país nos Jogos Olímpicos de 2000 em Sydney, na Austrália e nos Jogos Olímpicos de 2008 em Pequim, na China na categoria até 60kg.